# Eta Cygni
Eta Cygni (η Cygni / η Cyg) è una stella binaria visibile nella costellazione del Cigno di magnitudine apparente 3,88. Distante circa 135 anni luce dal sistema solare, è classificata come una gigante giallo arancione di classe spettrale K0III.

## Caratteristiche
La componente nettamente più brillante del sistema è una gigante arancione di classe K0III avente una temperatura superficiale di 4775 K, una massa 2,5 volte quella del Sole ed un raggio 11 volte superiore.
Ha una abbondanza relativa di elementi più pesanti dell'elio, chiamata metallicità, comparabile a quella del Sole o poco superiore (110%).
Non pare invece esserci accordo tra gli astronomi sull'età di Eta Cygni, in quanto alcune fonti la indicano attorno ai 750 milioni di anni, altre in circa 1,5 miliardi di anni. In ogni caso, si tratta di una stella nel cui nucleo l'elio fonde in carbonio e ossigeno, avendo terminato la fusione del suo idrogeno interno da circa 50 milioni di anni.
La compagna, di apparente magnitudine +12,0 e visivamente separata dalla principale da 7,4 secondi d'arco, è probabilmente una nana rossa di classe M0 avente la metà della massa del Sole, la cui separazione reale dalla gigante è di almeno 325 UA. Il suo periodo orbitale è di oltre 3500 anni.
Eta Cygni può servire da guida al telescopio per la binaria a raggi X Cygnus X-1, che si trova 7 minuti d'arco a nord di essa.